# Heinz Steguweit
Heinz Steguweit (* 19. März 1897 in Köln; † 25. Mai 1964 in Halver, Westfalen) war ein deutscher Schriftsteller, der auch unter dem Pseudonym Lambert Wendland veröffentlichte.  Steguweit war Mitglied im Bamberger Dichterkreis.

## Leben
Heinz Steguweit war der Sohn eines aus Ostpreußen stammenden Ölhändlers. Nach dem Besuch des Gymnasiums studierte er an einer Handelshochschule. Er nahm als Soldat am Ersten Weltkrieg teil. 1916 wurde er bei einem Gasangriff an der Somme so schwer verwundet, dass er ein Jahr lang blind war. Nach der Genesung kämpfte er, obwohl nunmehr zu 75 % kriegsbeschädigt, erneut in Artois und Flandern. Nach dem Ende des Krieges arbeitete er von 1918 bis 1925 als Angestellter in einer Bank. Bereits in den frühen Zwanzigerjahren engagierte sich Steguweit, der von der katholischen Jugendbewegung zu völkischen Kreisen gefunden hatte, im Widerstand gegen die Besetzung des Rheinlandes. Ab 1925 lebte er als freier Schriftsteller in Köln.
Nach der nationalsozialistischen „Machtergreifung“ stellte sich Steguweit auf die Seite der neuen Machthaber und trat im Mai 1933 in die NSDAP ein. Im Oktober 1933 gehörte er mit 87 weiteren Schriftstellern zu den Unterzeichnern des an Hitler gerichteten Gelöbnisses treuester Gefolgschaft. Steguweit erhielt 1933 einen Posten als kulturpolitischer Redakteur beim Westdeutschen Beobachter, ab 1934 war er Landesleiter der Reichsschrifttumskammer für den Gau Köln-Aachen. In dieser Funktion hielt er dem Regime bis zu dessen Untergang die Treue. Steguweit war von Juni bis Dezember 1945 im britischen Interniertencamp IV – Recklinghausen-Hillerheide (No 4 Civilian Internment Camp, C.I.C. 4) inhaftiert.
Nach 1945 wurden viele seiner Werke in der Sowjetischen Besatzungszone und in der Deutschen Demokratischen Republik auf die Liste der auszusondernden Literatur gesetzt.

## Künstlerisches Schaffen
Heinz Steguweit, der als Lyriker debütiert hatte, verfasste während der Weimarer Republik vorwiegend heitere Erzählungen und Theaterstücke, daneben aber auch Werke, in denen er seine Kriegs- und Nachkriegserfahrungen zum heldenhaften Kampf stilisierte. Mit den während der NS-Zeit entstandenen Werken machte sich Steguweit einen Namen als kompromissloser, linientreuer Anhänger der nationalsozialistischen Ideologie. Nach 1945 ging er zum Verfassen von unverfänglichen Kinder- und Jugendbüchern, anspruchslosen Laienspielen und Firmenfestschriften über.

## Auszeichnungen und Ehrungen
- 1938 Rheinischer Literaturpreis
- 1960 zweiter Erzählerpreis der Bundeszentrale für Heimatdienst
- Preis des Westdeutschen Autorenverbandes

## Werke
- Komm in meinen Garten, Köln 1919
- Aus junger Seele, Köln 1920
- „Ich liebe Dich“, Köln u. a. 1921
- Du – die Sonne kommt, Leipzig 1922
- Glüh auf – deutsche Seele!, Leipzig 1923
- Im Rauschen der Wälder, Leipzig 1923
- Jüngerschaft, Düsseldorf 1924
- Lanzelot auf dem Dorfe, München 1925
- Das Laternchen der Unschuld, München 1925
- Sooneck, Elberfeld 1925
- Der Soldat Lukas, Berlin 1926
- Der Tornister, Berlin 1926
- Die fröhlichen drei Könige, Berlin 1927
- Die Gans, Berlin 1927
- Iha, der Esel!, Berlin 1927
- Soldaten und Wölfe, Warendorf i.W. 1928
- Kreuzweg des Kreuzigers, Stuttgart 1929
- Der Tumult um den Schüler Sadowski, Stuttgart 1929
- Spottvogel gegen Schmierfink, Berlin 1930
- Kamerad Staub, Stuttgart 1931
- Der Schellenbaum, Habelschwerdt 1931
- Sesam, öffne dich!, Nürnberg 1931
- Eulenspiegel greift ein, München 1932
- Der Jüngling im Feuerofen, München 1932
- Liebe hin – Liebe her, Berlin 1932
- Das Gerücht
- Was soll der Spatz?, München 1932
- Petermann schließt Frieden oder Das Gleichnis vom deutschen Opfer, Hamburg 1933
- Frohes Leben, München 1934
- Die Harfe, Gütersloh 1934
- Die Heimkehr des Mannes Himmerod, München 1934
- Der Herr Baron fährt ein, Leipzig 1934
- Heilige Unrast, Hamburg 1935
- Herzbruder und Lumpenhund, Hamburg 1935
- Der Teufelsgulden, Berlin 1935
- Der versunkene Geiger und andere Erzählungen, Berlin 1935
- Am ewigen Ufer, Dresden 1936
- Diogenes oder Das Urteil nach dem Augenschein, Berlin 1936
- Das fröhliche Steguweit-Buch, Berlin 1936
- Das Glockenspiel, Leipzig 1936
- Heinz Steguweit, Hamburg 1936
- Musik unter Kerzen, Hamburg 1936
- Der Nachbar zur Linken, Leipzig 1936
- Der Streit am Lagerfeuer, Berlin 1936
- Wir ziehen am Tau, Berlin 1936
- Lebendiges Feuilleton, Köln 1937
- Das Stelldichein der Schelme, Hamburg 1937
- Die törichte Jungfrau, Hamburg 1937
- Und alles ist Melodie, Hamburg 1937
- Glück und Glas, Leipzig 1938
- Das Mauerblümchen, Berlin 1938
- Mit vergnügten Sinnen, Hamburg 1938
- Sokrates und Xanthippe, Berlin 1938
- Die weißen Schwäne und andere Erzählungen, München 1938
- Ihr vielgeliebten Schätze, Hamburg 1939
- Der König mit dem Handgepäck, Hamburg 1939
- Es weihnachtet sehr, Hamburg 1940
- Die Saskia mit dem leichten Glanz, München 1940
- Drei Meister der Anekdote und der Kurzgeschichte, Stuttgart 1941 (zusammen mit Barthold Blunck und Hans Franck)
- Ewige Wiederkehr, Berlin 1941
- Junger Wein in alten Schläuchen, Leipzig 1941
- Leiermann und Fiedelbogen, Wiesbaden 1941
- Das Gastmahl der Geschicke, Berlin 1942
- Ins volle Menschenleben, Hamburg 1942
- Der Schelm vom Berge, Gütersloh 1942
- Kleines Paradies, Gütersloh 1943
- Unser Pollinger, München 1943
- Das Bauernfrühstück, Stuttgart 1948
- Ein Buchfink hat gesungen …, Rotenburg a.d. Fulda 1949
- Die Lawinenbrüder, Bühl/Baden 1949
- Mein Freund Methusalem, Hamburg-Blankenese 1949
- Das Topfschießen zu Bisling, Rheinhausen 1949
- Das unvorsichtige Mädchen, Bühl/Baden 1949
- Wohltun bringt Zinsen, Rotenburg/Fulda 1949
- Pfingstrosen, Rotenburg a.d. Fulda 1950
- Der schwarze Mann, Bonn u. a. 1950
- Tut, was euer Herz befiehlt, Rotenburg a.d. Fulda 1950
- Familie Kerbholz, Rotenburg o.d. Fulda 1951
- Die Meerjungfrau Mareli, Bonn u. a. 1951
- Der Adam kommt nach Haus, Weinheim/Bergstr. 1952
- Arnold und das Krokodil, Bonn u. a. 1952
- Die Bescherung in der Schublade, Weinheim/Bergstr. 1952
- Die Bratpfanne, Rotenburg a.d. Fulda 1952
- In Hemdärmeln, Weinheim/Bergstr., 1952
- Die Jung-Schmiede oder Das göttliche Handwerk, Halver 1952
- Aber der Wagen rollt …, Hörde i. Westf. 1953
- Betragen ungenügend, Weinheim/Bergstr. 1953
- Ein Anker und zwei Sterne, Hilden/Rhld. 1954
- Da kommt Frau Lüttjohann, Weinheim/Bergstr. 1954
- Eulenspiegel darf nicht sterben, Göttingen 1954
- Gambrinus von der Kronenburg, Dortmund 1954
- Stahlwerke Stüdwestfalen AG, Hörde 1954
- Die Zauberin, Stuttgart 1954
- Kinder, seid friedlich!, Weinheim/Bergstraße 1955
- Dicke Luft, Weinheim/Bergstr. 1956
- Die dumme Pute, Weinheim/Bergstr. 1956
- Der Hammermeister ist ein Mann …, Dortmund 1956
- Das Haus am Weinberg, Münster-Sarmsheim b. Bingen/Rhein 1956
- Der Lausbub um des Friedens willen, München 1956
- Schön ist das Wahre nur, Münster i.W. 1956
- Die Suppe wird kalt, Weinheim/Bergstr. 1956
- Wer hat den Schlüssel?, Weinheim/Bergstr. 1956
- Der Clown und das Mädchen, Band 1, Göttingen 1956
- Gisela und Jürgen, Band 2, Göttingen 1956
- Wir helfen dir, Papa Band 3, Göttingen 1956
- Es klingelt abends an der Tür, München 1957
- Geh aus, mein Herz …, Hannover 1957
- Praktische Lebenskunst, Stuttgart 1957
- Saure Wochen, frohe Feste, Bielefeld 1957 (zusammen mit Gertrud Scharfenorth)
- Die schöne Helena, Weinheim/Bergstr. 1957
- Die zweischneidige Gerechtigkeit, Weinheim/Bergstr. 1957
- Köpfchen muß man haben, Weinheim/Bergstr. 1958
- Die Krone des Lebens, Hagen 1958
- Liane und der Kavalier, Gießen 1958
- Wenn der Urwald brennt und andere Erzählungen für junge Menschen, Remscheid-Lennep 1958
- Wir wünschen gute Reise, Weinheim/Bergstr. 1958
- Zum 200jährigen Bestehen der Firma Joh. Casp. Post Söhne in Hagen-Eilpe in Westfalen, Dortmund 1958
- Alle neune, Weinheim/Bergstr. 1959
- Der Blindgänger, Weinheim/Bergstr. 1959
- 50 Jahre Deutsche Norton-Gesellschaft mbH, Wesseling 1959
- Der Herr Kökerutz, Gütersloh 1959
- Willst du dein Herz mir schenken, Gütersloh 1959
- Zwischen den Zeiten, Bochum 1959
- Die Menagerie, Weinheim/Bergstr. 1960
- Das Glück kommt mit der Post, Weinheim/Bergstr. 1961
- Licht und Kraft, Oldenburg 1961
- Das liebevolle Eierkippen, Gütersloh 1961
- Der mißtrauische Ehemann oder Eifersucht macht blind, Weinheim/Bergstr. 1961
- Die Göttin der Vernunft, Weinheim/Bergstr. 1962
- Immer strebe zum Ganzen, Hohenlimburg 1962
- Abel will heiraten oder Von einem, der in die Welt paßt, Weinheim/Bergstr. 1963
- Alles wegen Pascha, Göttingen 1963
- Bezahlen ist besser als schießen, Weinheim/Bergstr. 1963
- Erfülltes Jahr, München 1963
- Der fröhliche Kurgast, Düsseldorf u. a. 1963
- 75 Jahre Hein, Lehmann & Co., Oldenburg 1963
- Die Verlobung nach Feierabend, Weinheim/Bergstr. 1963
- Der blaue Brief, Göttingen 1964
- Dollymans selige Erben, Weinheim/Bergstr. 1964
- Weisheit des Narren, Gütersloh 1964
- Die goldene Uhr, Weinheim/Bergstr. 1965
- Der Freßkorb, Weinheim/Bergstr. 1966
- Die Weihnachtsgratifikation, Weinheim/Bergstr. 1969

### Herausgeberschaft
- Heiterkeit im Erdenleben, Buenos Aires 1949